# Minyadidae
Minyadidae is een familie uit de orde van de zeeanemonen (Actiniaria). De familie is voor het eerst wetenschappelijk beschreven door Milne-Edwards in 1857. De familie omvat 2 geslachten en 7 soorten.

## Geslachten
- Actinecta de Blainville, 1830
- Nautactis
- Oceanactis Moseley, 1877